# 茘景駅
茘景駅（れいけいえき）は香港新界葵青区にあるMTR荃湾線と東涌線の駅である。公営住宅茘景邨の中にあるので、茘景駅という駅名がつけられた。

## 利用可能な鉄道路線
香港鉄路
■荃湾線
■東涌線

## 駅構造
- 島式ホーム2面4線の高架駅で、行き先によってホームの階が違う。ホームドア設置駅。

なお、ホームの一つは東涌線開通の際に増設されたもので、荃湾側には線路付け替えに伴う廃線跡を見る事が出来る。
| L3 のりば     | ➊番線              | ←■荃湾線 荃湾方面            |
| L3 のりば     | 島式ホーム         |                              |
| L3 のりば     | ➌番線              | ←■東涌線 東涌・■迪士尼線方面 |
| L4 コンコース | 上コンコース       | 出口, 駅商店                 |
| L4 コンコース | 下コンコース       | 出口, サービスセンター       |
| L4 コンコース | 下コンコース       | 駅商店, 恒生銀行, ATM        |
| L5 のりば     | ➋番線              | ■荃湾線 中環方面→            |
| L5 のりば     | 島式ホーム         |                              |
| L5 のりば     | ➍番線              | ■東涌線 香港方面→            |
| L5 のりば     | ■機場快線 通過線 → |                              |
| L5 のりば     | ← ■機場快線 通過線 |                              |

### 駅構内店舗
- セブンイレブン
- 恒生銀行
- 恒生銀行ATM
- 中国銀行ATM

## 駅周辺
- 茘景邨
- 茘景体育館
- 製衣業訓練中心
- 社区会堂
- 救世軍茘景院
- 賢麗苑
- 悦麗苑
- 新家庭社区教育
- 下葵涌分科診所
- 香港考試及評核局茘景評核中心
- 茘景浸会老人中心
- 社区結合保健中心
- 香港小童群益会
- 貨櫃碼頭
- 海員之家
- 香港四邑商工総会陳南昌紀念中学（中国語版）
- 茘景天主教中学（中国語版）
- 嶺南鍾栄光博士紀念中学（中国語版）
- 亜斯理衛理小学
- 東華三院高可寧紀念小学

## 歴史
- 1982年5月10日 - 荃湾線開業。
- 1998年6月22日 - 東涌線が開業し、当駅に接続。

## ギャラリー

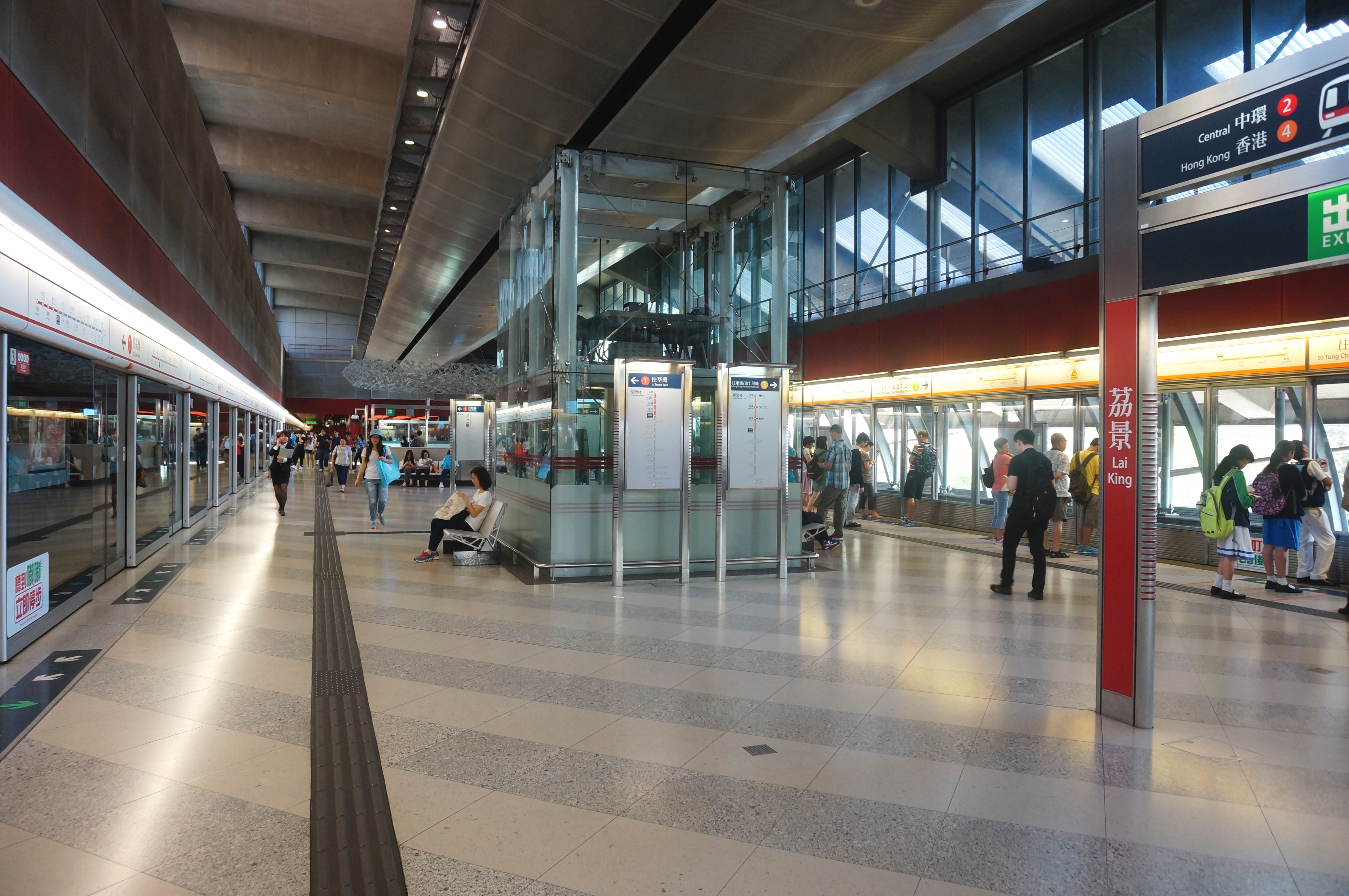
東涌線プラットホーム
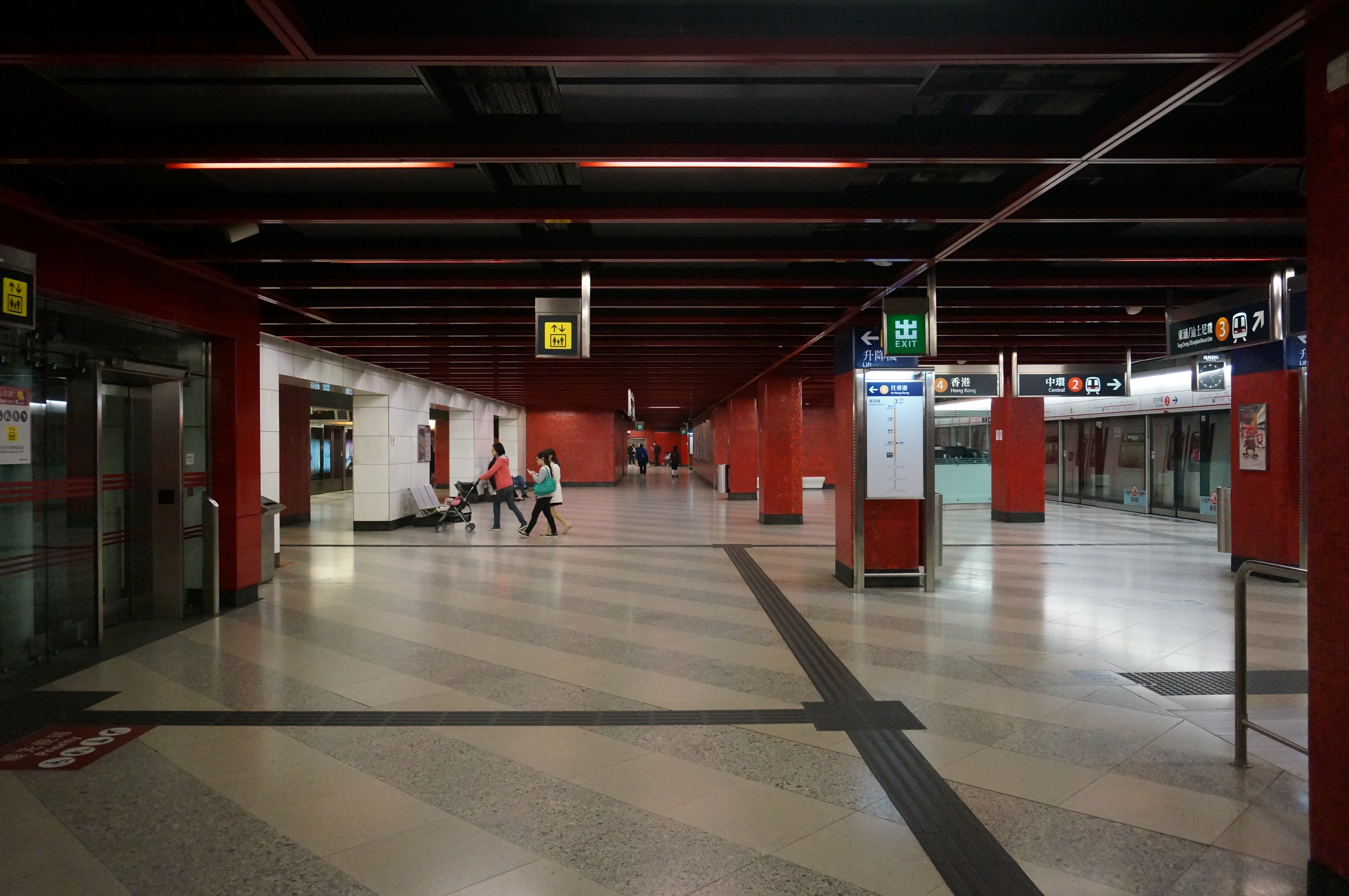
荃灣線プラットホーム
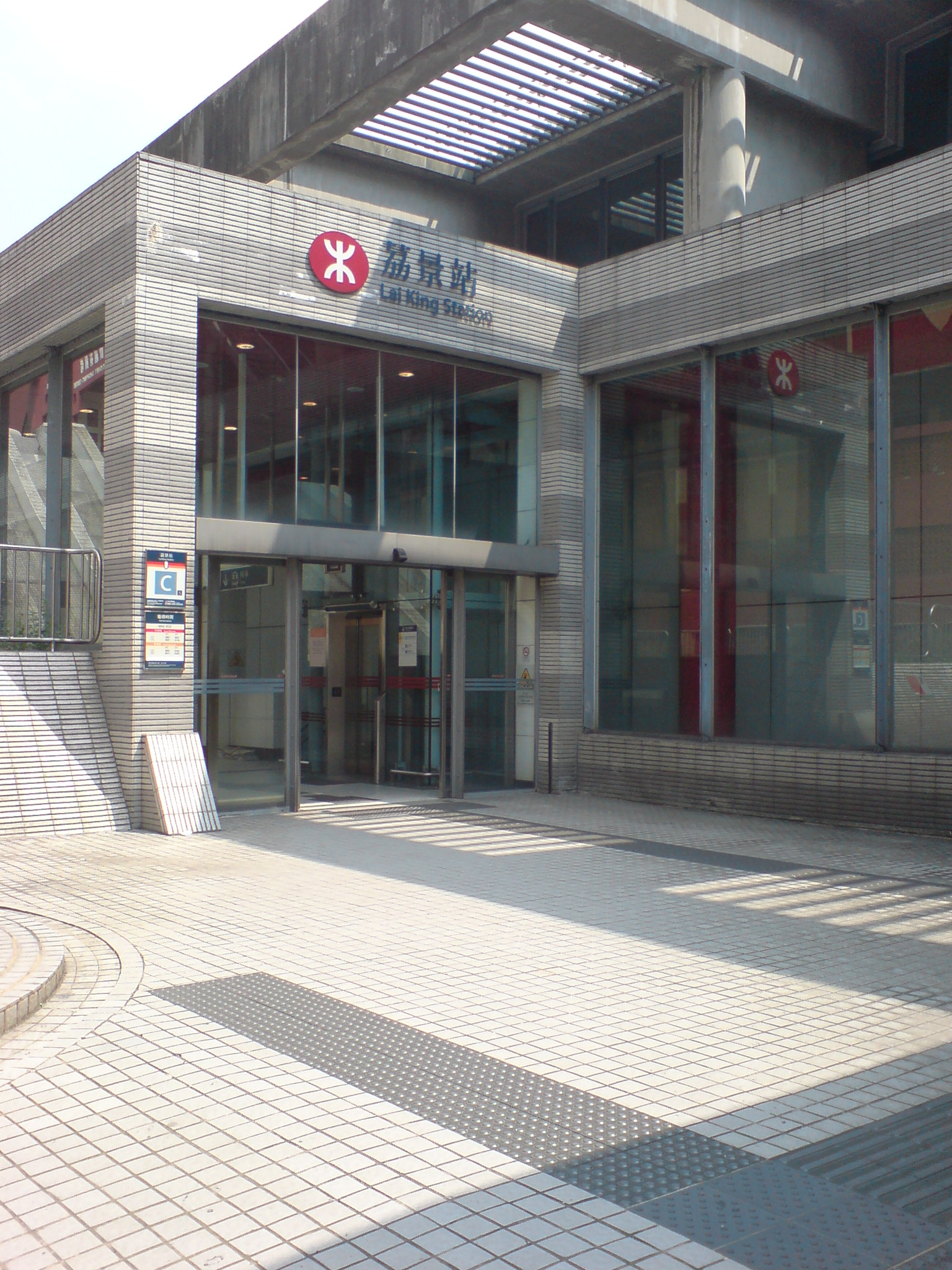
C出口

## 隣の駅
香港鉄路
■荃湾線
美孚駅 - 茘景駅 - 葵芳駅
■東涌線
青衣駅 - 茘景駅 - 南昌駅